# 1865 en musique classique
| \| • Retour à la chronologie générale de la musique classique • \| |
| Grèce • Rome • Haut Moyen Âge • VIIIe siècle • IXe siècle • Xe siècle • XIe siècle XIIe siècle • XIIIe siècle • XIVe siècle • XVe siècle • XVIe siècle • XVIIe siècle XVIIIe siècle • XIXe siècle • XXe siècle • XXIe siècle |
| • Retour à la chronologie générale de la musique classique • |

| Années en musique classique : 1862 - 1863 - 1864 - 1865 - 1866 - 1867 - 1868    |
| Décennies en musique classique : 1830 - 1840 - 1850 - 1860 - 1870 - 1880 - 1890 |

## Événements
- 2 mars : la Symphonie no 7 de Niels Gade, créée à Leipzig.
- 28 avril : L'Africaine, dernier opéra de Giacomo Meyerbeer, créé (création posthume) à la salle Le Peletier sous la direction de François Hainl.
- 10 juin : Tristan und Isolde, opéra de Richard Wagner, créé au Théâtre royal de la Cour de Bavière à Munich sous la direction de Hans von Bülow
- 26 octobre : le Concerto pour piano no 1 de Camille Saint-Saëns, créé à Leipzig.
- 27 octobre : Rogneda, opéra d'Alexandre Serov, créé à Saint-Pétersbourg.
- 7 décembre : le Trio pour cor, violon et piano en mi bémol majeur opus 40 de Johannes Brahms, créé à Karlsruhe.
- 17 décembre : la Symphonie no 8 de Franz Schubert, créée 37 ans après la mort du compositeur, à la Musikverein sous la baguette de Johann Herbeck.

Date indéterminée
- Cantique de Jean Racine de Gabriel Fauré.

## Naissances

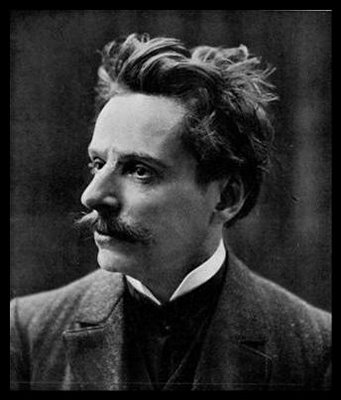
Enric Morera i Viura

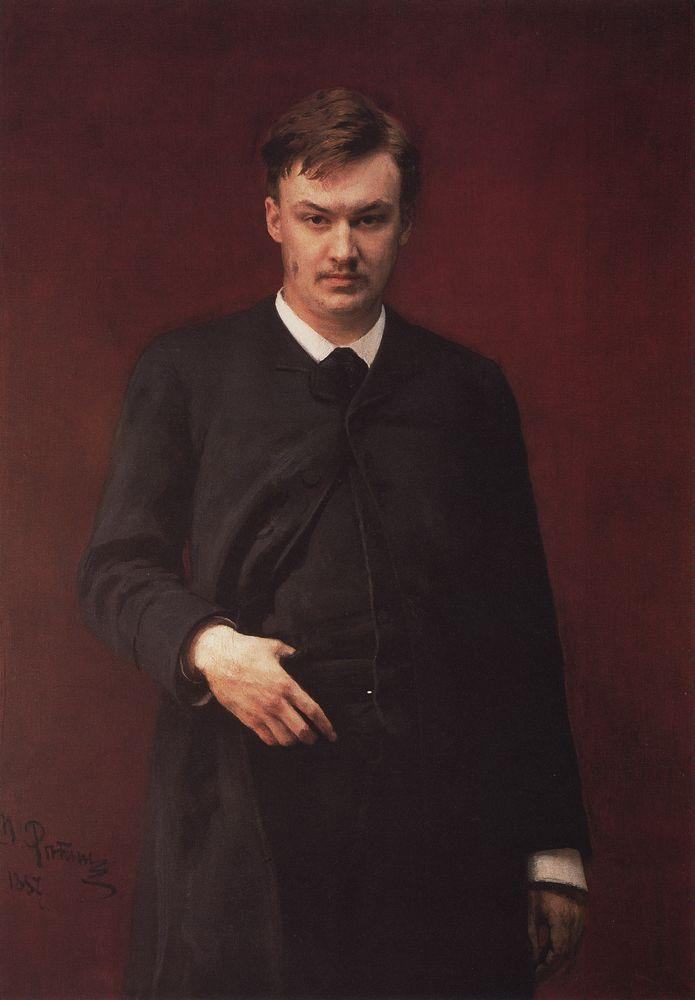
Alexandre Glazounov

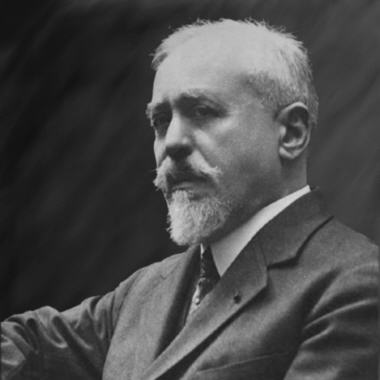
Paul Dukas

- 3 février : Lucien Fontayne, compositeur, pianiste, organiste et professeur de musique français († 29 décembre 1946).
- 6 février : Evan Gorga, ténor italien († 5 décembre 1957).
- 19 février : 
  - Agnes Adler, pianiste danoise († 11 octobre 1935).
  - Ferdinand Löwe, chef d'orchestre autrichien († 6 janvier 1925).
- 2 mars : Théo Ysaÿe, compositeur et pianiste belge († 23 mars 1918).
- 3 mars : Alexander Winkler, pianiste et compositeur russe d’origine allemande († 6 août 1935).
- 3 avril : Heinrich Reinhardt, compositeur autrichien († 31 janvier 1922).
- 16 avril : Charles-Augustin Collin, organiste et compositeur français († 30 mai 1938).
- 5 mai : Ede Donáth, chef d'orchestre et compositeur hongrois († 30 avril 1945).
- 9 mai : Auguste De Boeck, compositeur, organiste et pédagogue musical belge flamand († 9 octobre 1937).
- 22 mai : Enric Morera i Viura, compositeur néoromantique espagnol († 12 mars 1942).
- 9 juin :
  - Albéric Magnard, compositeur français († 3 septembre 1914).
  - Carl Nielsen, compositeur danois († 3 octobre 1931).
- 14 juin : Auguste Sérieyx, pédagogue, musicographe et compositeur français († 19 février 1949).
- 15 juin :
  - Paul Gilson, compositeur et pédagogue belge († 3 avril 1942).
  - Albert Vaguet, ténor français († 22 février 1943).
- 6 juillet : Émile Jaques-Dalcroze, musicien, compositeur, pédagogue et chansonnier suisse († 1er juillet 1950).
- 8 juillet : Rita Strohl, pianiste et compositrice française († 27 mars 1941).
- 14 juillet : Odette Dulac, artiste lyrique, chanteuse et femme de lettres française († 3 novembre 1939).
- 10 août : Alexandre Glazounov, compositeur russe († 21 mars 1936).
- 14 août : Paul Dupin, compositeur français autodidacte († 6 mars 1949).
- 3 septembre : Hélène Gonthier, pianiste, compositrice et professeure de musique française († 23 février 1893).
- 9 septembre : Edwin Lemare, organiste anglais († 24 septembre 1934).
- 29 septembre : Adolphe Marty, organiste, improvisateur, compositeur et pédagogue français († 28 octobre 1942).
- 1er octobre : Paul Dukas, compositeur français († 17 mai 1935).
- 15 octobre : Charles W. Clark, baryton et professeur de chant († 4 août 1925).
- 28 octobre : Pierre Kunc, compositeur et organiste français († 29 décembre 1941).
- 31 octobre : Achille Rivarde, violoniste et enseignant britannique d'origine américaine († 31 mars 1940).
- 3 décembre : Gustav Jenner, compositeur et chef d’orchestre allemand († 29 août 1920).
- 8 décembre : Jean Sibelius, compositeur finlandais († 20 septembre 1957).

## Décès
- 9 janvier : Elizabeth Masson, mezzo-soprano et compositrice britannique (° 1806)
- 28 janvier : Henri Valentino, violoniste et chef d'orchestre français (° 13 octobre 1787).
- 31 janvier : Aristide Farrenc, flûtiste et éditeur de musique français (° 1794).
- 20 février : Louis Dietsch, compositeur et chef d'orchestre français (° 17 mars 1808).
- 1er avril : Giuditta Pasta, cantatrice italienne (° 28 octobre 1797).
- 5 avril : Edward Loder, compositeur et chef d'orchestre britannique (° 10 juillet 1809).
- 21 juillet : Ludwig Schnorr von Carolsfeld, ténor allemand (° 2 juillet 1836).
- 24 juillet : Jean-Louis Tulou, flûtiste, compositeur et facteur de flûtes français (° 12 septembre 1786).
- 30 juillet : Henri Darondeau, compositeur français (° 28 février 1779).
- 17 août : 
  - Émile Albert, pianiste et compositeur français (° 1er janvier 1822).
  - Johann Nepomuk von Poißl, compositeur allemand (° 15 février 1783).
- 8 octobre : Heinrich Wilhelm Ernst, violoniste, altiste et compositeur morave (° 8 juin 1812).
- 12 octobre : William Vincent Wallace, pianiste et compositeur irlandais (° 11 mars 1812).
- 15 octobre : Rosalbina Carradori, soprano française (° en 1800)
- 6 novembre : Thérèse Wartel, compositrice et pianiste française (° 2 juillet 1814).
- 16 novembre : Dumanoir, auteur dramatique et librettiste français (° 31 juillet 1806).
- 6 décembre : Sebastián Iradier, compositeur basque espagnol (° 20 janvier 1809).
- 18 décembre : Francisco Manuel da Silva, compositeur et chef d'orchestre brésilien (° 21 février 1795).

Date indéterminée
- Emma La Grua, soprano italienne (° 1831).
- Agostino Rovere, chanteur d'opéra italien, basse (° 1804).